# Aeroporti in Europa
Questa pagina contiene i collegamenti alle pagine che contengono la lista degli aeroporti in Europa.

## Nazioni senza aeroporti

### Andorra
Andorra non possiede aeroporti ma ha un eliporto presso La Massana. I più vicini sono a Barcellona e a Tolosa che offrono il trasferimento con Andorra per mezzo di bus.

### Città del Vaticano
La Città del Vaticano non ha aeroporti ma possiede un eliporto, ubicato nei Giardini Vaticani. I più vicini aeroporti sono l'Aeroporto di Roma-Fiumicino e l'Aeroporto di Roma-Ciampino.

### Monaco
Il Principato di Monaco non ha aeroporti ma possiede un eliporto presso Fontvieille. Il più vicino aeroporto è l'Aeroporto della Costa Azzurra presso Nizza.

### San Marino
San Marino non possiede aeroporti ma ha un eliporto presso Borgo Maggiore. Vi è inoltre una piccola aviosuperficie in località Torraccia, ma inadatta ad accogliere mezzi di grandi dimensioni. Sono disponibili mezzi pubblici per raggiungere l'Aeroporto Internazionale Federico Fellini di Rimini.

### Liechtenstein
Liechtenstein non possiede aeroporti ma ha solo l'eliporto di Balzers. Sono disponibili mezzi pubblici per raggiungere l'aeroporto di Zurigo, il più vicino che offre voli internazionali.